# Scent of a Woman (phim truyền hình)
Scent of a Woman (tiếng Hàn: 여인의 향기; Hanja: 女人香) là phim truyền hình của Hàn Quốc, có sự góp mặt của các diễn viên như Kim Sun-ah, Lee Dong Wook, Uhm Ki-joon và Seo Hyo-rim. Phim được trình chiếu trên Hệ thống Truyền hình Seoul (SBS) từ ngày 23 tháng 7 đến ngày 11 tháng 9 năm 2011 vào thứ Bảy và Chủ nhật, lúc 21 giờ 55 phút. Phim gồm 16 tập.

## Tóm tắt
Lee Yeon-jae (Kim Sun-ah) là một phụ nữ tuổi băm độc thân, nhu mì và rụt rè, bị xã hội xem là "bà cô ế chồng". Sau khi dành mười năm làm việc tại cùng một công ty du lịch do Kang Chul-man sở hữu, cô bị vu oan tội ăn cắp đồ của khách hàng. Ngoài việc phải chịu đựng những lời buộc tội của cấp trên thì cô còn được chẩn đoán mắc bệnh ung thư túi mật và chỉ còn sống được xấp xỉ sáu tháng nữa. Lấy hết can đảm, cô ký đơn nghỉ việc và tận hưởng sáu tháng còn lại của cuộc đời.
Cô vung tiền chi cho áo quần và đi máy bay khoang hạng nhất đến đảo Okinawa của Nhật Bản. Tại đây cô gặp người đàn ông trong mơ là Kang Ji-wook (Lee Dong Wook) - không ngờ lại là con trai sếp cũ của cô. Ji-wook là một anh chàng trẻ tuổi giàu có, từng là một người hay giễu cợt và tẻ nhạt cho đến khi anh yêu cô. Hai người cùng nhau sống sót qua một chuỗi các tai nạn bất ngờ - cả khôi hài lẫn buồn vui lẫn lộn - khi Yeon-jae hoàn thành từng giấc mơ trong danh sách những điều cần làm trước khi chết của cô.

## Diễn viên

### Diễn viên chính
- Kim Sun-ah trong vai Lee Yeon-jae[3]
- Lee Dong Wook trong vai Kang Ji-wook[4]
- Uhm Ki-joon trong vai Chae Eun-suk
- Seo Hyo-rim trong vai Im Se-kyung[5]

### Diễn viên phụ
- Kim Hye-ok trong vai Kim Soon-jung - mẹ của Yeon-jae
- Sa Hyun-jin trong vai Yoo Hye-won - bạn thân nhất của Yeon-jae
- Choi Jung-hoon trong vai Oh Sang-mok - vị chủ nhà nóng tính của Yeon-jae và Soon-jung
- Lee Jung-gil trong vai Kang Chul-man - cha của Ji-wook
- Park Jung-sun trong vai Park Sang-woo
- Kim Kwang-gyu trong vai Yoon Bong-kil - đồng nghiệp của Yeon-jae/người dạy nhảy tango
- Shin Jung-geun trong vai Noh Sang-shik - giám đốc văn phòng của Yeon-jae
- Son Sung-yoon trong vai Nam Na-ri
- Nam Gung-won trong vai Im Joong-hee - cha của Se-kyung
- Shin Ji-soo trong vai Yang Hee-joo - bệnh nhân ung thư xem Yeon-jae như chị gái
- Cha Ji-yeon trong vai Cha Ji-yeon - người dạy nhảy tango
- Xiah Junsu trong vai Kim Junsu (khách mời, tập 5)
- Kwon Oh-joong trong vai Kwon Yool - mối tình đầu của Yeon-jae (khách mời, tập 8)
- Lee Won-jong trong vai Andy Wilson - nghệ sĩ vĩ cầm
- Jeong Dong-hwan trong vai Kim Dong-myung - giáo viên cấp 3 của Yeon-jae

## Nhạc nền gốc
1. "Blue bird" – Rottyful Sky
2. "You are so beautiful" – Xiah Junsu
3. "유앤아이 (You and I)" – MBLAQ
4. "버킷리스트 (Bucket list)" – JK Kim Dong-uk
5. "Better Tomorrow" – She'z
6. "화답 (Response)" – Lee Young-hyun
7. "유앤아이" (You and I) – Fly High
8. "Una Notte Perfetta" – Edan
9. "Promise U"
10. "Blue Tango"
11. "The Dancer"
12. "Jalousie – La Ventana"
13. "키다리 아저씨" ("Daddy-Long-Legs")
14. "Por una cabeza"
15. "Yeon-jae's Theme"
16. "Babu Babu"
17. "여인의 향기" ("Scent of a woman")
18. "You are so beautiful" (bản chỉnh sửa) – Xiah Junsu

## Rating tính theo tập
| STT tập    | Ngày phát sóng lần đầu   | Thị phần khán giả bình quân | Thị phần khán giả bình quân | Thị phần khán giả bình quân | Thị phần khán giả bình quân |
| STT tập    | Ngày phát sóng lần đầu   | TNmS Ratings                | TNmS Ratings                | AGB Nielsen                 | AGB Nielsen                 |
| STT tập    | Ngày phát sóng lần đầu   | Toàn quốc                   | Vùng thủ đô Seoul           | Toàn quốc                   | Vùng thủ đô Seoul           |
| ---------- | ------------------------ | --------------------------- | --------------------------- | --------------------------- | --------------------------- |
| 1          | ngày 23 tháng 7 năm 2011 | 13,9% (hạng 5)              | 15,8% (hạng 5)              | 15,8% (hạng 4)              | 15,6% (hạng 3)              |
| 2          | 24 tháng 7 năm 2011      | 13,9% (hạng 8)              | 15,1% (hạng 5)              | 15,6% (hạng 7)              | 19,0% (hạng 3)              |
| 3          | 30 tháng 7 năm 2011      | 13,1% (hạng 5)              | 15,4% (hạng 5)              | 15,1% (hạng 5)              | 16,8% (hạng 4)              |
| 4          | 31 tháng 7 năm 2011      | 12,5% (hạng 8)              | 13,4% (hạng 8)              | 15,7% (hạng 5)              | 17,8% (hạng 4)              |
| 5          | 6 tháng 8 năm 2011       | 16,2% (hạng 4)              | 18,5% (hạng 4)              | 18,6% (hạng 2)              | 20,6% (hạng 2)              |
| 6          | 7 tháng 8 năm 2011       | 17,0% (hạng 4)              | 18,6% (hạng 4)              | 18,3% (hạng 4)              | 20,6% (hạng 4)              |
| 7          | 13 tháng 8 năm 2011      | 16,8% (hạng 2)              | 19,6% (hạng 3)              | 18,0% (hạng 2)              | 20,4% (hạng 3)              |
| 8          | 14 tháng 8 năm 2011      | 16,7% (hạng 3)              | 19,7% (hạng 3)              | 17,1% (hạng 3)              | 19,1% (hạng 3)              |
| 9          | 20 tháng 8 năm 2011      | 17,8% (hạng 2)              | 21,5% (hạng 1)              | 18,2% (hạng 2)              | 20,3% (hạng 1)              |
| 10         | 21 tháng 8 năm 2011      | 18,6% (hạng 2)              | 21,9% (hạng 2)              | 18,3% (hạng 2)              | 20,2% (hạng 2)              |
| 11         | 27 tháng 8 năm 2011      | 16,7% (hạng 2)              | 18,8% (hạng 2)              | 18,8% (hạng 2)              | 21,0% (hạng 1)              |
| 12         | 28 tháng 8 năm 2011      | 16,4% (hạng 6)              | 18,7% (hạng 4)              | 18,8% (hạng 3)              | 21,3% (hạng 1)              |
| 13         | 3 tháng 9 năm 2011       | 16,4% (hạng 3)              | 19,6% (hạng 1)              | 17,7% (hạng 2)              | 19,8% (hạng 1)              |
| 14         | 4 tháng 9 năm 2011       | 16,4% (hạng 3)              | 18,1% (hạng 1)              | 18,2% (hạng 4)              | 20,4% (hạng 3)              |
| 15         | 10 tháng 9 năm 2011      | 15,7% (hạng 4)              | 17,1% (hạng 4)              | 16,7% (hạng 3)              | 17,9% (hạng 3)              |
| 16         | 11 tháng 9 năm 2011      | 14,1% (hạng 4)              | 14,9% (hạng 3)              | 14,1% (hạng 5)              | 15,4% (hạng 4)              |
| Trung bình | Trung bình               | 15,7%                       | 17,9%                       | 17,2%                       | 19,3%                       |

## Phát sóng ở nước khác
Tháng 9 năm 2011, người ta thông báo rằng quyền phát sóng phim đã được bán cho tám quốc gia và vùng lãnh thổ châu Á gồm Philippines, Hồng Kông, Đài Loan, Singapore, Campuchia, Malaysia, Indonesia và Việt Nam. Việc này diễn ra sau những sự kiện quảng bá phim của hai diễn viên chính là Kim Sun-ah và Lee Dong Wook vào ngày 5-6 tháng 12 lần lượt tại Singapore và Malaysia cho kênh ONE TV ASIA.